# Romina del Rey Tormos
Romina del Rey Tormos (Gandia, 1978) és una física, investigadora i professora d'universitat valenciana. És diputada a les Corts Valencianes en la XI Legislatura.

## Biografia
És doctora en Física aplicada des de 2009 i professora titular en el Departament de Física Aplicada de la Universitat Politècnica de València (UPV) on coordina el laboratori d'acústica. Des de 2019, és també professora titular en el Departament de Física Aplicada a l'Escola Politècnica Superior d'Alcoi (EPSA), on havia estat professora associada des de 2014.
Ha realitzat diverses estades predoctorals i postdoctorals en el Laboratori d'Acústica de la Universitat Austral de Xile, destacant l'estada de 2014, finançada per la Direcció de Recerca i Desenvolupament d'aquesta universitat després d'obtenir el primer lloc en el Concurs Internacional Visita d'Investigadors. Les seves recerques se centren en l'acústica aplicada en l'àmbit de l'enginyeria civil. Ha dut a terme diversos projectes centrats en el disseny de nous eco-materials absorbents acústics, desenvolupament de solucions constructives sostenibles, solucions al soroll de trànsit rodat a partir de fibres naturals i materials de baix cost, estudi de la contaminació acústica, electromagnètica i lumínica en Nounats i té una patent per la invenció "cortina de barrera enfront de la llum, el soroll, a la calor, al foc i a les radiacions electromagnètiques". És autora de més de 50 treballs científics.
Romina del Rey ha estat reconeguda en diverses ocasions per la seva labor investigadora. En 2006, va rebre el Premi Andrés Lara a Joves Investigadors de la UPV, un reconeixement que subratlla el seu talent emergent en l'àmbit científic. Anys després, en 2013, el seu treball titulat "Medida de la temperatura con una botella" va ser guardonat amb el Premi al millor article de notes d'ensenyament i assaig, atorgat per la Reial Societat Espanyola de Física i la Fundació BBVA, destacant la seva capacitat per a comunicar conceptes complexos de manera accessible i didàctica.
En 2014, va aconseguir el primer lloc en el Concurs Internacional Visita d'Investigadors de la Universitat Austral de Xile, finançat per la Direcció de Recerca i desenvolupament, la qual cosa li va permetre realitzar una estada en aquesta universitat i enfortir la seva carrera internacional.3 Més recentment, en 2021, va ser premiada amb el primer premi a la millor comunicació científica per la seva recerca "Estudi d'agressors vibroacústicos en unitats neonatals", un reconeixement atorgat per l'Associació per a la Investigació Sanitària a la Safor (AISSA), que subratlla el seu compromís amb la recerca aplicada en l'àmbit de la salut.5
Del Rei ha participat en diversos programes de divulgació científica, enfocats especialment en la promoció de les vocacions STEM entre les dones, destacant la seva participació en iniciatives com la Setmana de la Ciència i el Dia Internacional de la Dona i la Nena en la Ciència (11 de febrer).
A més, ha combinat la seva carrera acadèmica amb l'activitat política, exercint com a regidora i tinenta-alcaldessa de l'Alqueria de la Comtessa entre 2007 i 2015 pel Partit Socialista del País Valencià (PSPV), gestionant les àrees de cultura, medi ambient i igualtat. El gener de 2025 va accedir a l'escó de diputada a les Corts Valencianes en substitució de l'exconsellera Gabriela Bravo que havia dimitit.